# Fauve (Kurzfilm)
Fauve ist ein kanadischer Kurzfilm von Jeremy Comte aus dem Jahr 2018.  Er wurde in der Kategorie „Bester Kurzfilm“ bei der 91. Oscarverleihung 2019 nominiert.

## Handlung
Zwei Jungen aus der Provinz (Tyler und Benjamin) stellen sich gegenseitig immer neue Herausforderungen, um ihre Kräfte und ihren Mut zu messen. So sperrt Tyler Benjamin beispielsweise in die Toilette eines stillgelegten Eisenbahnwaggons ein, bis dieser aufgibt und darum bittet, dass er ihn wieder rauslässt. Das Spiel bringt die beiden schließlich zu einem Kiestagebau in der Nähe. An einer schlammigen Stelle versinkt Tyler bis zu den Knien und kann sich aus eigener Kraft nicht mehr befreien. Als Benjamin ihn herausgezogen hat, stößt Tyler ihn im Gegenzug in den Schlamm, wo Benjamin nun ebenfalls einsinkt. Tyler kommt allerdings nicht an Benjamins Hände, um ihm zu helfen. Als Benjamin bis zur Brust eingesunken ist, rennt Tyler los um Hilfe zu holen, findet allerdings niemanden. So kehrt er zurück zu der schlammigen Stelle, wo von Benjamin mittlerweile aber nichts mehr zu sehen ist.
Ziellos irrt Tyler nun über die Kiesflächen und schließlich zu einer Straße, wo ein Auto anhält und die Fahrerin ihm anbietet, ihn nach Hause zu fahren. Er steigt ein. Nach kurzer Zeit bremst die Frau abrupt ab und steigt aus, offenbar weil etwas über die Straße gelaufen ist. Aus dem Seitenfenster sieht Tyler einen Fuchs davonlaufen.

## Hintergrund
Der Film wurde 2017 in der Nähe der Stadt Thetford Mines in der kanadischen Provinz Québec gedreht. Regisseur Jérémy Comte castete die Kinderschauspieler auf dem Land, da er Stadtkinder als zu sauber für den Film empfand.

## Rezeption

### Einsatz im Schulunterricht
Das Onlineportal kinofenster.de bespricht den Film im Dossier „Kurzfilme für Jugendliche“, empfiehlt ihn ab der 9. Klasse für die Unterrichtsfächer Französisch, Deutsch, Kunst, Philosophie und Ethik und bietet Materialien zum Film für den Unterricht. Dort schreibt Marguerite Seidel, der auffällige Inszenierungsstil verleihe dem Film parabelhafte Züge, und es gehe um das Verhältnis vom Menschen zu seiner Umgebung, zu anderen Menschen, aber auch zur Natur. Für den Unterricht biete sich unter anderem die Frage an, ob Fauve auch in Form eines langen Spielfilms funktioniere würde.

### Auszeichnungen (Auswahl)
- Short Film Special Jury Award beim Sundance Film Festival 2018[6]
- Best of the Festival Award beim Palm Springs International ShortFest von 2018[7]
- Grand Jury Prize beim 24FPS International Short Film Festival 2018[8]
- Nominierung in der Kategorie „Bester Kurzfilm“ bei der Oscarverleihung 2019[1]
- Canadian Screen Award in der Kategorie „Best Live Action Short Drama“ bei den 7. Canadian Screen Awards[9]